# Ryan Regez
Ryan Regez (Interlaken, 30 de enero de 1993) es un deportista suizo que compite en esquí acrobático.
Participó en los Juegos Olímpicos de Pekín 2022, obteniendo una medalla de oro en la prueba de campo a través. Ganó dos medallas de oro en el Campeonato Mundial de Esquí Acrobático de 2025, en las pruebas de campo a través y campo a través por equipo.

## Palmarés internacional
| Juegos Olímpicos   | Juegos Olímpicos | Juegos Olímpicos | Juegos Olímpicos          |
| Año                | Lugar            | Medalla          | Prueba                    |
| ------------------ | ---------------- | ---------------- | ------------------------- |
| 2022               | Pekín (China)    | Medalla de oro   | Campo a través            |
| Campeonato Mundial |                  |                  |                           |
| Año                | Lugar            | Medalla          | Prueba                    |
| 2025               | Engadina (Suiza) | Medalla de oro   | Campo a través            |
| 2025               | Engadina (Suiza) | Medalla de oro   | Campo a través por equipo |